# Journal of the Peripheral Nervous System
Journal of the Peripheral Nervous System es una revista científica trimestral revisada por pares que cubre el estudio del sistema nervioso periférico desde la perspectiva tanto de la neurociencia como de la neurología clínica. Fue establecida en 1996 y  publicada por John Wiley & Sons en nombre de la Peripheral Nerve Society, de la cual es la revista oficial. El editor jefe es Giuseppe Lauria. Según Journal Citation Reports, la revista tiene un factor de impacto de 3,494 en 2020, lo que la sitúa en el puesto 93 entre 208 revistas en la categoría "Neurología clínica"  y en el puesto 148 entre 273 revistas en la categoría "Neurociencias".

## Métricas de revista
2023
- Web of Science Group :3.494
- Índice h de Google Scholar: 70
- Scopus: 4.183